# Piper accrescens
Piper accrescens är en pepparväxtart som beskrevs av Heurck & Muell. Arg.. Piper accrescens ingår i släktet Piper och familjen pepparväxter. Inga underarter finns listade i Catalogue of Life.